# Garik Barseghian
Garik Barseghian (orm. Գարիկ Բարսեղյան; ur. 15 września 1986) – ormiański zapaśnik walczący w stylu wolnym. Zajął jedenaste miejsce na mistrzostwach świata w 2017. Zdobył brązowy medal na mistrzostwach Europy w 2014. Siódmy na igrzyskach europejskich w 2015 i ósmy w 2019. Zajął szesnaste miejsce na Uniwersjadzie w 2013. Zawodnik Armenian State Institute of Physical Culture w Erywaniu.